# Hébécourt, Somme

Hébécourt este o comună în departamentul Somme, Franța. În 1 ianuarie 2022 avea o populație de 559 de locuitori.